# Баранников, Виктор Дмитриевич
Виктор Дмитриевич Баранников (род. 24 июля 1942) — советский работник строительной отрасли, бригадир комплексной бригады, Герой Социалистического Труда.

## Биография
Родился 24 июля 1942 года в поселке Актогай Аягозского района Семипалатинской области Казахской ССР (ныне Восточно-Казахстанская область Республики Казахстан) в многодетной семье столяра железнодорожного отдела рабочего снабжения, был седьмым ребенком в семье.
После окончания восьми классов, поступил в строительное училище № 2 города Семипалатинска и через два года получил специальность арматурщика-бетонщика. Несколько лет работал в тресте «Монтажжилстрой» Семипалатинска. С 1968 года работал в рабочем поселке Саргатское Омской области. Здесь возглавил комплексную бригаду в межколхозной строительной организации, которая неоднократно выходила победителем в областном социалистическом соревновании.
В 1980 году Виктор Дмитриевич переехал в город Константиновск Ростовской области. Работал на стройке, в межлесхозе. С 1986 года работал мастером производственного обучения в СПТУ-91, обучая мастерству будущих каменщиков. В настоящее время находится на пенсии.

## Награды
- Указом Президиума Верховного Совета СССР от 28 февраля 1974 года за большие успехи в выполнении и перевыполнении планов и принятых социалистических обязательств по строительству в колхозах Баранникову Виктору Дмитриевичу присвоено звание Героя Социалистического Труда с вручением ордена Ленина и золотой медали «Серп и Молот».
- Также награждён орденом Трудового Красного Знамени (1972) и медалями.
- В честь 70-летия за большой вклад в социально-экономическое развитие страны и области был отмечен Благодарностью Губернатора Ростовской области В. Ю. Голубева с выплатой денежного вознаграждения.[1]